# Biển Barents

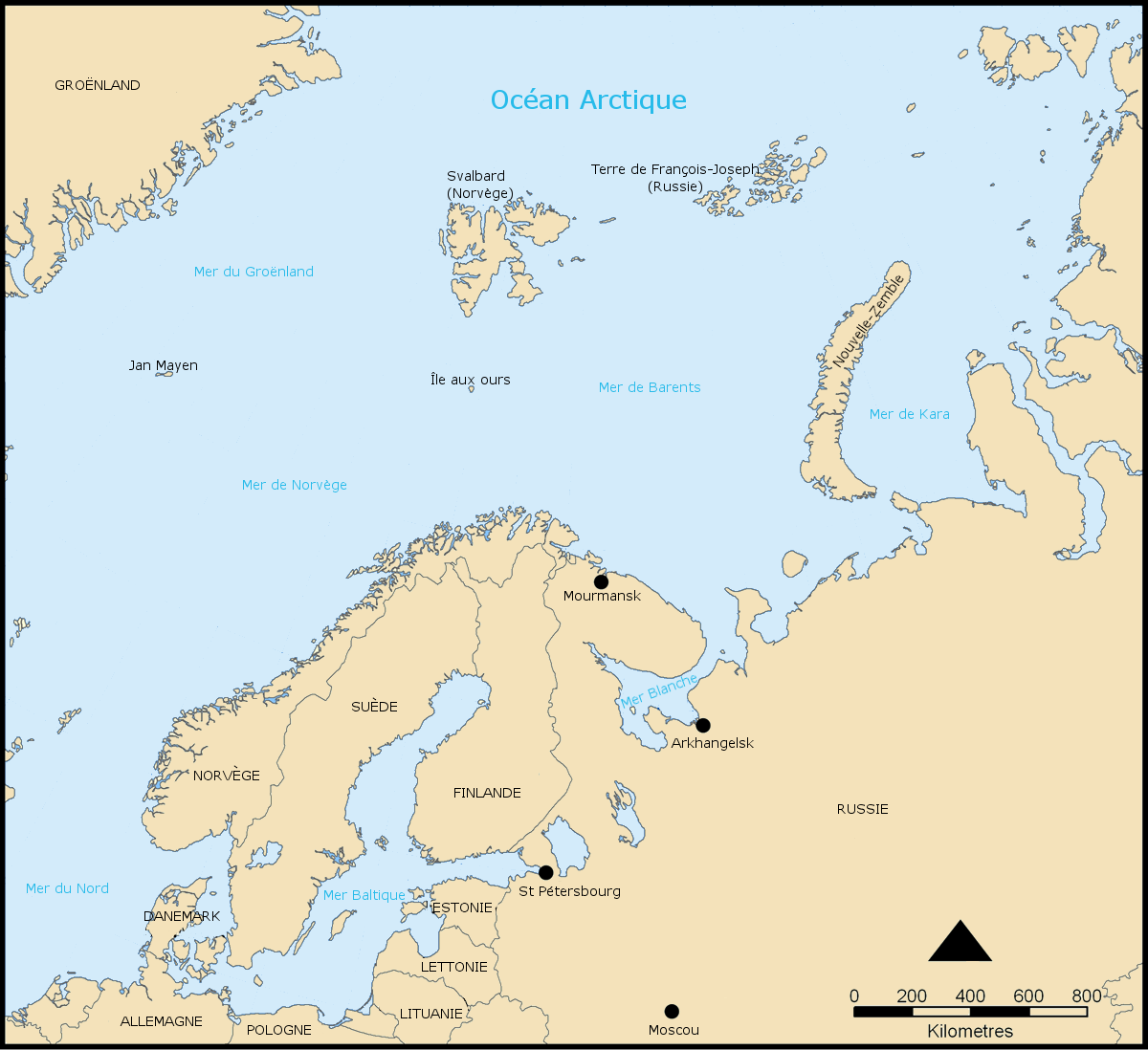
Biển Barents, bán đảo Kola và Bạch Hải

Biển Barents (tiếng Na Uy: Barentshavet; tiếng Nga: Баренцево море, Barentsevo More) là một phần của Bắc Băng Dương nằm ở phía bắc Na Uy và Nga. Tên gọi của nó được đặt theo tên của nhà hàng hải người Hà Lan là Willem Barents. Nó có thể coi như là một biển nằm trên thềm lục địa sâu (độ sâu trung bình 230 m), có ranh giới bởi sườn thềm lục địa về phía biển Na Uy về phía tây, đảo Svalbard (Na Uy) về phía tây bắc, và các đảo đất Franz Josef, Spitsbergen và Novaya Zemlya (Đất mới) (Nga) về phía đông bắc và đông. Diện tích của biển này ước tính khoảng 1.424 km², độ sâu tối đa là 600 m.
Phần phía tây nam của biển Barents, bao gồm cả các cảng Murmansk (Nga) và Vardø (Na Uy) quanh năm không bị băng bao phủ do dòng hải lưu Bắc Đại Tây Dương ấm. Trong tháng 9, toàn bộ biển Barents là nhiều hay ít nhưng hoàn toàn chưa bị băng che phủ. Trước Chiến tranh mùa Đông, lãnh thổ Phần Lan cũng đã tới tận biển Barents, với cảng Petsamo là cảng duy nhất của Phần Lan không bị đóng băng vào mùa đông.
Có ba dạng chính của các khối nước ở biển Barents:
1. Nước ấm và mặn Đại Tây Dương (nhiệt độ > 3 °C, độ mặn > 35) từ hải lưu Bắc Đại Tây Dương,
2. Nước lạnh Bắc cực (nhiệt độ < 0 °C, độ mặn < 35) từ phía bắc,
3. Nước ấm, nhưng ít mặn ven bờ biển (nhiệt độ > 3 °C, độ mặn < 34,7).

Giữa các khoảng nước của Đại Tây Dương và Bắc cực có một ranh giới được gọi là ranh giới Bắc Cực được tạo ra. Ở phần phía tây của biển (gần với Bjørnøya), ranh giới này được xác định bằng đáy địa hình và vì thế là tương đối sắc nét và ổn định từ năm này qua năm khác, trong khi ở phần phía đông (về phía Novaya Zemlya), nó hoàn toàn bị khuếch tán và vị trí của nó dao động nhiều giữa các năm.
Do dòng hải lưu Bắc Đại Tây Dương nên biển Barents có sự đa dạng sinh học cao hơn so với các biển khác có vĩ độ tương tự. Sự nở rộ về mùa xuân của thực vật phù du có thể bắt đầu rất sớm trước khi băng tan, do nước ngọt từ các tảng băng chảy ra tạo thành một lớp nước ổn định trên mặt nước biển. Các thực vật phù du nuôi dưỡng các động vật phù du như các loài Calanus finmarchicus, Calanus glacialis, Calanus hyperboreus, Oithona và nhuyễn thể. Những loài ăn động vật phù du có cá tuyết Đại Tây Dương non, cá ốt, cá tuyết Bắc cực, cá voi và chim anca. Cá ốt là thức ăn quan trọng của các loài động vật ăn thịt như cá tuyết Đại Tây Dương ở vùng đông bắc Bắc cực, hải cẩu Bắc cực (Phoca groenlandica) và các loài chim biển như chim uria thường và chim uria Brunnich. Nghề đánh bắt cá trên biển Barents, cụ thể là nghề đánh bắt cá tuyết Đại Tây Dương, là một nghề quan trọng của cả Na Uy và Nga.
Hiện tại, sự ô nhiễm hạt nhân do các lò phản ứng hạt nhân trên tàu bị chìm của hải quân Nga là mối e ngại liên quan đến môi trường tự nhiên ở biển Barents.